# Брулени хълмове
Вижте пояснителната страница за други значения на Брулени хълмове.
„Брулени хълмове“ (на английски: Wuthering Heights) е единственият роман на писателката Емили Бронте и най-известното ѝ произведение. Публикуван е за първи път през 1847 г. под псевдонима Елис Бел. Второто му издание е отпечатано посмъртно след редакция от сестра ѝ Шарлот Бронте през 1850 г. Благодарение на него Йоркшър става туристически обект. Романът се радва на голяма популярност и днес. „Брулени хълмове“ има няколко кино версии, опера и балет.
Името на романа идва от едно Йоркшърско имение на хълмовете, около което се развива историята. „Брулени хълмове“ е един трагичен разказ за любов и омраза, за изпепеляващи страсти, които погубват човека и го превръщат в жив призрак.
Първият български превод на романа е от 1957 г. и е направен от Асен Христофоров.

## Композиция
Внимание:  Текстът по-долу разкрива сюжета на произведението (или части от него)!
Романът се състои от трийсет и четири глави. Тематично главите могат да бъдат разделени по следния начин: от I до III глава е уводната част на романа, от IV до XVII глава е описано детството на основните персонажи Катрин Ърншоу и Хийтклиф, от XVIII до XXXI глава икономката Нели Дийн разказва за отмъщението и последвалото падение на Хийтклиф, главите от XXXII до XXXIV представляват заключителната част на повествованието.
Събитията в романа са предадени чрез разказа на икономката Елън Дийн, която е техен пряк свидетел и участник.
В романа намираме силни чувства и личности, които са сякаш част от природните стихии, пренебрежение към приетите дребнобуржоазни норми, протест срещу един свят, в който парите и собствеността са определящи, съчетание на романтизъм с реализъм.
Разказът е нелинеен, и включва няколко ретроспекции, както и двама разказвачи – г-н Локууд и Елън „Нели“ Дийн.

## Сюжет
Внимание:  Текстът по-долу разкрива сюжета на произведението (или части от него)!
Романът започва през 1801 г., когато Локууд пристига в Тръшкрос Грейндж – голямо имение из Йоркшърските хълмове, което иска да наеме от грубия Хийтклиф, който живее в близкото Брулени хълмове. Хийтклиф се отнася студено и грубо към Локууд и последният е принуден да остане в „Брулени хълмове“ за през нощта, когато едно от свирепите кучета го атакува, а и времето се обръща срещу него. Икономката предпазливо го отвежда до една стая, в която да преспи и го предупреждава да не споменава пред Хийтклиф къде е спал.
През нощта, Локууд намира една книга с преживяванията на някакво момиче, на име Катрин Ърншоу. От книгата той разбира, че тя и Хийтклиф са били изключително близки като деца. Докато се унася, Локууд има страшен сън, че призракът на Катрин идва през прозореца, смъртно бледа и ужасяваща, умолявайки го да я пусне вкъщи. Хийтклиф дотичва, събуден от уплашените му викове. Настроението му рязко се променя, когато Локууд му казва за призрака на Катрин. Хийтклиф го моли да напусне стаята. На следващата сутрин, Локууд тръгва от Тръшкрос Грейндж, където пита икономката, Нели Дийн, да му разкаже историята на Хийтклиф, Катрин и Брулени хълмове, докато той се възстановява от настинка.
От тук, разказът е поет от Нели, която започва своята история 30 години по-рано, когато Хийтклиф, подхвърлено дете, живеещо на улиците на Ливърпул, е доведен в „Брулени хълмове“ от тогавашния собственик, благия г-н Ърншоу, който го отглежда като свое дете. Елън споменава, че Хийтклиф вероятно е с американски произход. Той често е описван като „тъмен“ и „мургав“. Дъщерята на Ърншоу – Катрин – става неразделна приятелка с Хийтклиф. Брат ѝ – Хиндли – обаче, ненавижда момчето, виждайки в него съперник, човек, който се бърка в чуждите работи. Когато три години по-късно, г-н Ърншоу умира, Хиндли (който е женен за жена на име Франсис) поема имението. Той се отнася жестоко към Хийтклиф, принуждавайки го да работи като наемник. Въпреки новото място на Хийтклиф в семейството, връзката му с Катрин не се нарушава. Те продължават да общуват както преди. Няколко месеца след връщането на Хиндли, Катрин и Хийтклиф отиват до Тръшкрос Грейндж да шпионират обитателите. Те се забавляват докато наблюдават детинското поведение на Едгар и Изабела Линтън. Кати и Хийтклиф биват забелязани, и, докато се опитват да избягат, Катрин е захапана от куче. Стопаните я прибират в къщата, за да се погрижат за раната, а Хийтклиф е изпратен в Брулени хълмове. След няколко седмици Кати се връща в у дома, но е много различна. Когато Едгар посещава Брулени хълмове, тя се опитва да го впечатли. Новият начин, по който Катрин се държи, наранява Хийтклиф.
Една година по-късно, съпругата на Хиндли умира от туберкулоза, малко след като ражда сина им, Хертън. Хиндли започва да пие. Две години след това, Катрин се съгласява да се омъжи за Едгар. Въпреки е любовта ѝ към Хийтклиф е по-силна, Катрин избира да се омъжи за онзи, който ще ѝ донесе по-добро обществено положение. Омъжвайки се за Линтън, тя ще стане влиятелна дама, господарка на имение. Ако избере любовта, в лицето на Хийклиф, има опасност да живее в нищета. Една от големите теми на реалистичния роман на 19 в. заема централно място в романа на Емили Бронте, темата за парите и изкачването на по-високо стъпало в обществената йерархия мотивира решението на героинята да приеме брака с Едгар Линтън. Нели знае, че това ще разбие сърцето на Хийтклиф. Хийтклиф дочува обяснението на Катрин, че би било „унизително“ да се омъжи за него. Той ядосано излиза и напуска Брулени хълмове, като не чува как Катрин казва, че той е част от нея така, както скалите са част от земята под тях.
Катрин се омъжва за Едгар и първоначално е много щастлива. Известно време по-късно, Хийтклиф се завръща, с намерението да унищожи всички, които са му попречили да бъде с Катрин. По някакъв мистериозен начин той е забогатял много. Изплащайки дълговете на вечно пияния и разпилян Хиндли, Хийтклиф става собственик на Брулени хълмове след неговата смърт. С намерението да съкруши Едгар, Хийтклиф тайно се жени за сестра му – Изабела. Този брак го поставя в положение на наследник на Тръшкрос Грейндж след смъртта на Едгар.
Катрин се разболява след завръщането на Хийтклиф и умира няколко часа след като е родила дъщеря, наречена също Катрин. Хийтклиф става още по-озлобен и отмъстителен. Месец по-късно, Изабела избягва от своя жесток съпруг и след това ражда момче – Линтън. По същото време, Хиндли умира. Хийтклиф поема Брулени хълмове и се заклева да се отнася с Хертън, сина на Хиндли, със същото пренебрежение, с което Хиндли някога се е отнасял към него.
Дванадесет години по-късно, умиращата Изабела моли Едгар да отгледа нейния син от Хийтклиф. Хийтклиф, обаче, разбира за това и взема болнавото, разглезено дете (Линтън) в Брулени хълмове. Хийтклиф не изпитва нищо освен презрение към сина си, но го заслепява идеята да управлява имението на враговете си. Заради това, няколко години по-късно, Хийтклиф се опитва да принуди младата Кати да се омъжи за Линтън. Кати отказва, затова Хийтклиф я отвлича и принуждава двамата да се оженят. Скоро след това, Едгар Линтън умира, а малко след него умира и Линтън Хийтклиф. Това оставя Кати вдовица и затворник в Брулени хълмове, тъй като Хийтклиф вече има пълен контрол както върху Брулени хълмове, така и върху Тръшкрос Грейндж. В този момент от разказа пристига Локууд, за да наеме Тръшкрос Грейндж от Хийтклиф и чува историята на Нели Дийн. Шокиран, Локууд заминава за Лондон.
По време на отсъствието му, събитията достигат до своята кулминация, която Нели му описва, когато той се връща след една година. Кати постепенно е омекнала към своя грубоват, необразован братовчед Хертън, така както майка ѝ е изпитвала нежност към Хийтклиф. Когато Хийтклиф разбира за любовта между Кати и Хертън, и по-специално за решителността на Хертън да защитава непокорната Кати от атаките на Хийтклиф, той преживява психически срив, получава видения и започва да си въобразява, че вижда призрака на Катрин. Една сутрин го откриват мъртъв в старата стая на Катрин.
Любовта помага на Хертън и Кати да оставят в миналото всички страдания и да се опитат заедно да изградят едно по-добро бъдеще.
Романът завръшва с Локууд, който посещава гробовете на Катрин, Едгар и Хийтклиф.

## Критика
Сега считан за класика в английската литература, „Брулени хълмове“ всъщност среща доста смесена критика, когато е публикуван за първи път. Много от критиците са ужасени от яркото описание на психическа и физическа жестокост.
Въпреки че „Джейн Еър“ на Шарлот Бронте е считан първоначално за най-добрата от работите на сестрите Бронте, много последващи критици на „Брулени хълмове“ спорят, че нейната оригиналност и постижения я правят по-добрата от двете книги.
Първоначално критиката не е във възторг от романа. Произведението е определяно като „брутално“ и „мрачно“. Необходимо е да мине повече време, за да бъдат оценени напълно художествените достойнства на творбата. Единственият роман на Емили Бронте е творба, която рязко се различава от всичко останало в английската литература. Самата Шарлот Бронте не е могла да разбере напълно творението на своята любима сестра. В увода към второто издание на „Брулени хълмове“ тя отбелязва, че „има известна острота в нейните силни и особени характери“, признава „мрачната и странна мощ“ на книгата.
Литературните критици и до днес имат противоречиви мнения за романа. Ако за някои единственият роман на Емили Бронте е гениално творение, то други го определят като „безформен и епизодичен“. Заради наситената емоционалност в изобразяването на събитията редица литератори определят „Брулени хълмове“ като „поетичен роман“.
Една от най-ранните рецензии за романа е от 1847 г. в английското списание „Спектейтър“ (Spectator). Тук произведението е определено като новаторство в областта на реалистичния роман. Събитията в романа според тази статия са груби и неправдоподобни. Най-доброто в романа според списанието е описанието.
Важно преимущество на писането на Емили Бронте е описанието на природата, както и специфичната свързаност на героите с нея. В романа виждаме опит за съчетаване на романтично с реалистично светоусещане.
Според Вирджиния Улф Емили Бронте не дава в своя роман отговор за неговия смисъл: „Тя е виждала един свят, разделен от гигантски безпорядък, и е почувствала в себе си силата да го опише в книга. Тази гигантска амбиция се усеща в целия роман – борба полуосъществена, но придружена от настойчивото желание да каже нещо чрез характерите, нещо, което не е просто „обичам“ или „мразя“, а „ние, цялата човешка раса“ и „вие, вечните сили ...“ – изречението остава недовършено.“
Английският литератор марксист Арнолд Кетъл в своя убедителен анализ на романа доказва, че „Брулени хълмове“ има определен обществен и морален смисъл. Според него „Хийтклиф не е роден на страниците на Байрон, а в бедняшките квартали на Ливърпул. Езикът на Нели, Хертън и Джоузеф е езикът на хората от Йоркшър. Историята на романа не разглежда една абстрактна любов, а страстите на живи хора... Няма нищо неясно в този роман и ако казваме, че притежава качествата на природните стихии, то е, защото той пресъздава самите стихии, великите сили на природата...“
Критикът Мелвин Р. Уотсън в една своя студия доказва, че „Брулени хълмове“ е творба съзнателно организирана като петактова трагедия.
Американският литературен критик Елен Моерс разгръща феминистка теория за жени авторки на готически произведения, сред които включва и Емили Бронте. Катрин Ърншоу е определена като готически демон.

## „Брулени хълмове“ на екрана
Страстната любовна история на Хийтклиф и Катрин вдъхновява много творци. Романът „Брулени хълмове“ е многократно екранизиран.
Най-ранната филмова адаптация по романа е от 1939 г. Филмът е заснет в Англия, режисьор на лентата е Алберт Виктор Брамбъл, продуцент – Уилям Уайлър. В главните роли са Лоранс Оливие и Мерл Оберон. В тази екранизация, както и в много други, е пренебрегната втората част на романа, в която главни действащи лица са Кати и Хертън. Филмът е номиниран за награда „Оскар“ за най-добър филм през 1939 г.
Следващата екранизация на книгата е от 1970 г. Това е първата цветна филмова версия на романа на Емили Бронте. Ролята на Хийтклиф се изпълнява от Тимъти Далтън. Интересно тук е, че образът на Хидли е представен в положителна светлина. Освен това във филма се загатва вероятност Хийтклиф да е полубрат на Катрин.
През 1976 г. венецуелската телевизионна компания Веневисион създава теленовела, състояща се от 48 епизода. Сценарият е дело на кубинската писателка и сценаристка Делия Фиайо. В главните роли са Елус Пераса и Хосе Бардина.
През 1979 г. мексиканската телевизионна компания Телевиса създава теленовела, режисирана от Ернесто Алонсо. В главните роли са Алма Муриел и Гонсало Вега.
Във филма от 1992 г. главните роли се изпълняват от Ралф Файнс и Жулиет Бинош. Тази екранизация включва историята на Кати, Хертън и Линтън.
Освен на големия екран „Брулени хълмове“ има множество телевизионни адаптации. Двусериен телевизионен филм от 2009 г. с участието на Том Харди и Шарлот Райли, както и телевизионна екранизация от 2011 г. режисирана от Андрея Арнолд.
През 2003 г. Ем Ти Ви продуцира съвременна версия на „Брулени хълмове“
През 1978 г. британската певица Кейт Буш, вдъхновена от романа на Емили Бронте, изпълнява песента „Wuthering Heights". Песента става хит #1 във Великобритания и е най-продаваният сингъл на изпълнителката.

## Превод и издаване в България
- 1957 – Емили Бронте. Брулени хълмове. Прев. от англ. Асен Христофоров. Изд. „Отечествен фронт“. София, 1957.
- 1978 – Шарлот Бронте. Джейн Еър. Емили Бронте. Брулени хълмове. Прев. от англ. Асен Христофоров. Изд. „Народна култура“. София, 1978.
- 1979 – Емили Бронте. Брулени хълмове. Прев. от англ. Асен Христофоров. Изд. „Народна култура“. София, 1979.
- 1987 – Емили Бронте. Брулени хълмове. Прев. от англ. Асен Христофоров. Изд. „Отечествен фронт“. София, 1987.
- 1991 – Емили Бронте. Брулени хълмове. Прев. от англ. Асен Христофоров. София, 1991.
- 1992 – Емили Бронте. Брулени хълмове. Прев. от англ. Асен Христофоров. Изд. „Златорогъ“. София, 1992.
- 2009 – Емили Бронте. Брулени хълмове. Прев. от англ. Асен Христофоров. Изд. „Вестникарска Група България“. София, 2009.
- 2013 – Емили Бронте. Брулени хълмове. Прев. от англ. Асен Христофоров. Изд. „Шамбала букс“. София, 2013.
- 2013 – Емили Бронте. Брулени хълмове. Прев. от англ. Асен Христофоров. Изд. „Ера“. София, 2013.
- 2017 – Емили Бронте. Брулени хълмове. Прев. от англ. Асен Христофоров. Изд. „Хермес“. Пловдив, 2017.
- 2017 – Емили Бронте. Брулени хълмове. Прев. от англ. Асен Христофоров. Изд. „A T Publishing“. София, 2017.
- 2020 – Емили Бронте. Брулени хълмове. Прев. от англ. Дора Габровска. Изд. „Хермес“. Пловдив, 2020.
- 2021 – Емили Бронте. Брулени хълмове. Прев. от англ. Асен Христофоров. Изд. „Хеликон“. София, 2021.
- 2022 – Емили Бронте. Брулени хълмове. Прев. от англ. Боряна Даракчиева. Изд. „Лист“. София, 2022.